# Shannon-Index
Der Shannon-Index (häufig auch Shannon-Wiener-Index) ist eine mathematische Größe, die in der Biometrie für die Beschreibung der Diversität (vgl. Biodiversität) eingesetzt wird. Er beschreibt die Vielfalt in betrachteten Daten und berücksichtigt dabei sowohl die Anzahl unterschiedlicher Datenkategorien (z. B. die Artenzahl) als auch die Abundanz (Anzahl der Individuen je Art).

## Definition
Der Shannon-Index {\displaystyle H'} einer Population, die aus {\displaystyle N} Individuen  unterschiedlicher Spezies besteht, von denen jeweils {\displaystyle n_{i}} zu einer Spezies gehören, ist
{\displaystyle H'=-\sum _{i}{p_{i}\cdot \ln p_{i}}\quad {\text{mit}}\ p_{i}={\frac {n_{i}}{N}}}.
{\displaystyle p_{i}} ist dabei der Anteil der jeweiligen Spezies {\displaystyle i} an der Gesamtzahl {\displaystyle N}, also die relative Häufigkeit der einzelnen Spezies. (Statt des natürlichen Logarithmus {\displaystyle \ln } wird auch der Logarithmus zur Basis 2, {\displaystyle \log _{2}}, verwendet.)
Ist die Anzahl {\displaystyle S} der Spezies vorgegeben, so erreicht der Shannon-Index sein Maximum, wenn alle Spezies mit gleicher Häufigkeit besetzt sind. Der maximale Wert des Shannon-Index wird mit folgender Formel berechnet:
{\displaystyle H_{\mathrm {max} }=\ln S}
Der Quotient aus dem Shannon-Index und dem maximalen Shannon-Index-Wert wird als Evenness bezeichnet und ist ein Maß für die Verteilung der Individuen in einer Population.

## Zusammenhang mit der Informationstheorie
Der Shannon-Index entspricht der Entropie {\displaystyle H} einer diskreten gedächtnislosen Quelle (diskreten Zufallsvariable) {\displaystyle X} über einem endlichen Alphabet {\displaystyle Z=\{z_{1},z_{2},\dots ,z_{S}\}}, der wie folgt definiert ist: Man ordnet jeder Wahrscheinlichkeit {\displaystyle p_{i}} eines Ereignisses seinen Informationsgehalt {\displaystyle I(p_{i})=-\log _{2}p_{i}\;} zu. Dann ist die Entropie eines Zeichens definiert als der Erwartungswert des Informationsgehalts
{\displaystyle H_{1}=-\sum _{i=1}^{S}p_{i}\cdot \log _{2}p_{i}},
wobei {\displaystyle p_{i}=P(X=z_{i})} die Wahrscheinlichkeit ist, mit der das i-te Zeichen {\displaystyle z_{i}} des Alphabets auftritt.

## Die Shannon-Weaver- und Shannon-Wiener-Debatte
Sowohl die Bezeichnung „Shannon-Weaver-Index“ als auch die Bezeichnung „Shannon-Wiener-Index“ ist irreleitend. Warren Weaver war Koautor und Popularisator der gebundenen „A Mathematical Theory of Communication“, in der Claude Elwood Shannon seine Theorie, die bereits vorher schon in zwei Aufsätzen niedergelegt war, veröffentlichte. Norbert Wiener stellte die probabilistischen Rechenmethoden zur Verfügung, auf denen Shannons Ausarbeitung beruhte. Seine weiteren Forschungen im Rahmen der Kybernetik bauten auf der Informationstheorie Shannons auf. Die Entwicklung des Indexes ist jedoch allein Shannon zuzuschreiben.